# Mayette (noix)
Pour les articles homonymes, voir Mayette.
La mayette est une variété de noyer cultivée pour la production de la noix de Grenoble (appellation d'origine protégée). 
Elle doit son nom à Monsieur Mayet, un habitant de Poliénas.